# Galandum Galundaina
 (avril 2023).
Galandum Galundaina est un groupe de musique traditionnelle portugais, originaire de Miranda do Douro. Il est formé dans le but de collecter, d'étudier et de diffuser le patrimoine musical, les danses et la langue parlée à Miranda.

## Biographie
En 1996, Galandum Galundaina se forme dans le but de collecter, d'étudier et de diffuser le patrimoine musical, les danses et la langue des terres de Miranda do Douro. Les membres du groupe sont nés et ont grandi à Terras de Miranda (Fonte de Aldeia et Sendim) où ils ont acquis une connaissance directe de la musique qu'ils interprètent à travers leur environnement familial, en rencontrant les anciens joueurs de cornemuse et en consultant de vieux enregistrements. Outre la tradition musicale familiale, les éléments du groupe ont également une formation académique dans le domaine de la musique. Le groupe présente un répertoire de musique à voix, reproduisant fidèlement des mélodies traditionnelles, enrichies de timbres, de rythmes et d'harmonies capables de créer une émotion, avec des arrangements modernes. Les instruments utilisés, répliques d'autres très anciens, qui conservent leur aspect et leur sonorité, sont la cornemuse mirandaise, la flûte, l'accordéon, la caisse de guerre, les coquilles de Santiago, les castagnettes, le tambourin, etc.
En 2001 sort l'album L Purmeiro. En 2005, ils sortent Modas I Anzonas, suivi en 2006 du DVD Galandum Galundaina ao Vivo. En 2010 sort Senhor Galandum. Ils organisent le festival itinérant de culture traditionnelle L Burro i l Gueiteiro et créent une association portant le nom du groupe. En 2012, ils font une reprise de Bebe Vinho de Peste & Sida pour l'album hommage au groupe, aux côtés de groupes comme Tara Perdida et Xutos & Pontapés. En 2015 sort Quatrada, le quatrième album du groupe.

## Membres

### Membres actuels
- Paulo Meirinhos — voix, grosse caisse, cornemuse galicienne, percussions traditionnelles
- Paulo Preto — voix, cornemuse, accordéon, flûte, tambourin
- Alexandre Meirinhos — voix, caisse de guerre, percussions traditionnelles
- João Pratas — voix, flûte à bec, flûte en os, tambourin, psaltérion, flûte traversière, bombo, tambourin mirandais, charrascas

Parfois, en concert, ils sont également accompagnés par un groupe formé par des jeunes de Fonte Aldeia, Sendim et Miranda do Douro

### Anciens membres
- Manuel Meirinhos — voix, percussions traditionnelles, flûte de berger, tambourin.

## Distinctions
Ils reçoivent le prix de la meilleure démo traditionnelle lors des Maqueta Awards 1999, organisés par Deixe de Ser Duro de Ouvido. Leur deuxième album, Modas I Anzonas, sorti en 2005, est considéré par le magazine Blitz comme l'un des meilleurs albums portugais de cette année-là et comme le 4e meilleur par le supplément Y du journal Público,.
Ils remportent le Megaphone Award dans la catégorie Musique en 2010, pour avoir composé de nouveaux morceaux basés sur la musique populaire et traditionnelle portugaise,.

## Discographie sélective
- 2001 : L Purmeiro
- 2005 : Modas I Anzonas (Açor/Emiliano Toste)
- 2010 : Senhor Galandum (Açor/Emiliano Toste)
- 2015 : Quatrada (Açor/Emiliano Toste)

### Vidéographie
- 2006 : Galandum Galundaina ao Vivo